# Russell Smith
Russell Smith (Springfield, 21 de abril de 1954) é um produtor cinematográfico norte-americano. Como reconhecimento, foi nomeado ao Oscar 2008 na categoria de Melhor Filme por Juno.